# Kanton Ayen
Ayen is een voormalig kanton van het Franse departement Corrèze. Het kanton maakte deel uit van het arrondissement Brive-la-Gaillarde. Het werd opgeheven bij decreet van 24 februari 2014, met uitwerking op 22 maart 2015. Alle gemeenten werden opgenomen in het nieuwe kanton L'Yssandonnais.

## Gemeenten
Het kanton Ayen omvatte de volgende gemeenten:
- Ayen (hoofdplaats)
- Brignac-la-Plaine
- Louignac
- Objat
- Perpezac-le-Blanc
- Saint-Aulaire
- Saint-Cyprien
- Saint-Robert
- Segonzac
- Vars-sur-Roseix
- Yssandon